# فتح‌الله میرزا هرمزی
فتح‌الله میرزا هرمزی از  سیاستمداران ایرانی بود، که در دوره پنجم بعنوان نماینده میانه و سراب در مجلس شورای ملی حضور داشت.